# Ana Urbanc
Ana Urbanc, slovenska dramska in filmska igralka, 14. november 1984, Ljubljana

## Življenjepis
V gimnazijskih letih je sodelovala v Šolski impro ligi (ŠILA). Leta 2013 je diplomirala na Akademiji za gledališče, radio, film in televizijo v Ljubljani v letniku Jožice Avbelj in Jerneja Lorencija. Je članica igralskega ansambla Drame SNG Maribor in dobitnica številnih nagrad. 
Igrala je v nadaljevanki Reka ljubezni. 

## Filmografija
- Talk, 2017
- Dva Ena, 2015
- Limonada, 2012[3]

## Nagrade
- 2017 – Borštnikova nagrada, Festival Borštnikovo srečanje
- 2017 – Borštnikova nagrada, Festival Borštnikovo srečanje
- 2015 – Žlahtna komedijantka, Dnevi komedije, Celje
- 2014 – Borštnikova nagrada za mlado igralko, Festival Borštnikovo srečanje
- 2012 – Severjeva nagrada za igralsko stvaritev študenta dramske igre na AGRFT

## Zasebno
S partnerjem Borom Pantićem ima dva otroka, hčer Ivo (*2020) in sina Juga (*2024).